# HTC

HTC Corporation — тайванський виробник смартфонів і планшетів. Компанія спочатку випускала смартфони здебільшого на базі мобільної операційної системи Windows Mobile від Microsoft, але у 2009 році почала випускати більшість пристроїв на платформі Android, а з 2010 року і на платформі Windows Phone. З 4 квітня 2021 року ліквідований.
HTC є членом Open Handset Alliance — групи виробників телефонів і операторів мобільного зв'язку, які просувають мобільну платформу Android. Смартфон HTC Dream, що продавався оператором T-Mobile в багатьох країнах під назвою «T-Mobile G1» або «Era G1» у Польщі, став першим телефоном на ринку, що використував платформу Android.

## Історія

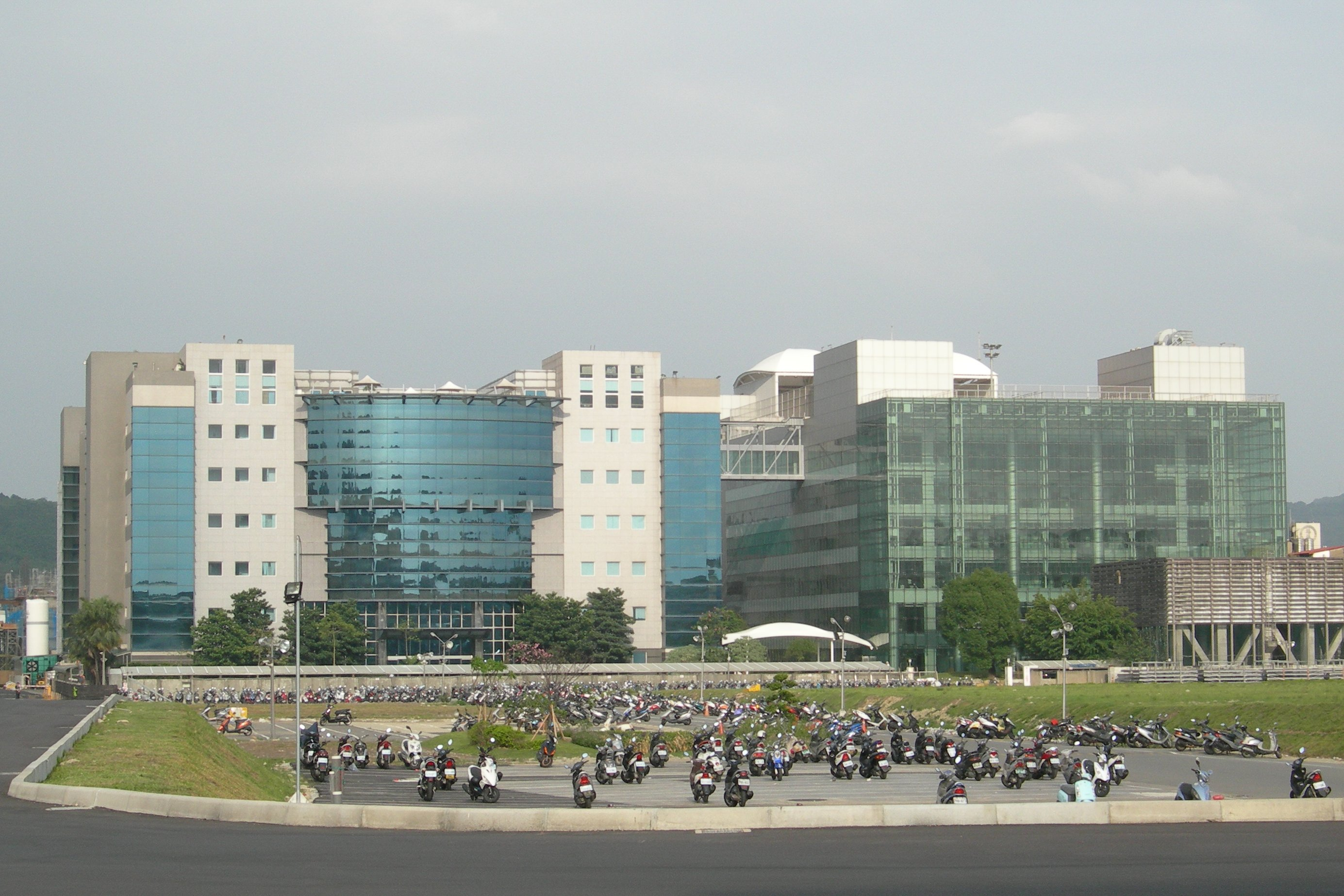
Штаб-квартира HTC у Таоюані

Корпорація HTC заснована в 1997 році Шер Вонг, Ейч Ті Чо та Пітером Чоу. Спочатку компанія займалася розвитком напряму ноутбуків і кишенькових персональних комп'ютерів, згодом пріоритетним напрямом став ринок комунікаторів.
У 1998 році HTC розробила свій перший пристрій з сенсорним екраном. Надалі була випущена низка пристроїв, що працювали на операційній системі Windows CE. Тривалий час найбільшими замовниками корпорації НТС залишалися компанії Fujitsu Siemens, Hewlett-Packard та Dell. З 2001 року HTC стала поставляти пристрої операторам зв'язку, які продавали їх під своїм брендом. Серед компаній-партнерів HTC: T-Mobile, Orange, O2, Vodafone. Пізніше було вирішено утворити власний бренд, що отримав назву Qtek, а в 2004 році для просування продукції на ринку азійських країн була створена компанія Dopod. У 2006 році керівництво корпорації ухвалило рішення просувати свою продукцію під єдиним брендом HTC.
На даний час HTC є партнером корпорації Microsoft та Google з розробки мобільних пристроїв і основним виробником смартфонів і комунікаторів на базі ОС Android та Windows Phone. У 2006 році компанія випустила перший у світі 3G-смартфон на базі Windows Mobile, який отримав назву HTC MTeoR.
У 2010 році HTC спільно з Google запустила Android-комунікатор Nexus One. HTC додала до Android власну оболонку HTC Sense. У 2011 році компанія HTC представила на виставці CTIA Wireless свій перший комунікатор з підтримкою відображення тривимірного зображення — HTC Evo 3D.
У квітні 2011 року HTC за ринковою капіталізацією обійшла Nokia (вартість HTC склала 33,8 млрд доларів, а фінської компанії — 33,6 млрд доларів).
У серпні 2011 року компанія HTC за 309 мільйонів доларів купила контрольний пакет акцій (51 %) Beats Electronics, заснованої репером Dr. Dre і Джиммі Ловіном. У 2012 році HTC продала 25 % акцій аудіокомпанії Beats Electronics власникам цієї аудіокомпанії, ціна угоди не розголошувалася.
19 лютого 2013 року випустила новий флагман своєї лінійки смартфонів One — HTC One, який отримав позитивні відгуки багатьох критиків і користувачів.
25 березня 2014 року компанія представила оновлений HTC One (M8) і 26 березня смартфон надійшов до магазинів у багатьох країнах світу, включаючи Україну.
22 листопада 2016 року компанія повідомила, що запустила в продаж три нові моделі смартфонів — 10 Evo, HTC Desire 10 Pro і HTC Desire 650. При цьому остання модель надійшла в продаж на початку грудня.
21 вересня 2017 року мобільний підрозділ компанії було куплено Google. Корпорація заплатила за HTC 1,1 мільярд доларів. Крім можливості випускати смартфони, Google отримує ліцензію на інтелектуальну власність. Операція була завершена в кінці січня 2018 року. Уже в жовтні 2017 року Google випустила смартфон Pixel 2, який виготовлений на заводах HTC.
HTC збирається зосередитися на віртуальній реальності.